# Влияние университета на страну в XV веке
«Влияние университета на страну — Новые течения — Гусизм и гуманизм» (пол. Wpływ Uniwersytetu na kraj w wieku XV – Nowe prądy – Husytyzm i Humanizm) — картина польского художника Яна Матейко на исторический сюжет, созданная в 1888 году. Девятая по времени действия часть цикла «История цивилизации в Польше», созданная второй по счёту (после «основания университета»). Хранится в Национальном музее в Варшаве.